# جان ای. کارول
جان ای. کارول (به انگلیسی: John A. Carroll) سناتور سابق عضو حزب دموکرات ایالات متحده آمریکا بود. وی در سال ۱۹۵۷ تا ۱۹۶۳ میلادی سناتور ایالت کلرادو در سنای ایالات متحده آمریکا بود.